# Antarcticola meyeri
Antarcticola meyeri är en kvalsterart som beskrevs av Wallwork 1967. Antarcticola meyeri ingår i släktet Antarcticola och familjen Limnozetidae. Inga underarter finns listade i Catalogue of Life.